# Малый Киржач
Ма́лый Киржа́ч — река во Владимирской области, правый приток Киржача.
Длина реки — 69 км. Высота истока — 183,8 м над уровнем моря. Высота устья — 137,8 м над уровнем моря.
Вытекает из болот у деревни Чернецкое Александровского района. Основное направление течения с севера на юг. Длина — около 70 км; наибольшая ширина — 15 м. Река узкая, мелкая, очень извилистая, с малолесистыми берегами, засорена корягами, упавшими деревьями. Доступна для сплава на байдарках только в половодье.
На левом берегу стоит деревня Петраково.
У деревни Ивашево Киржачского района сливается с Большим Киржачом, образуя просто Киржач.
Крупнейший приток — река Маленькая (длина — около 10 км).

## Данные водного реестра
По данным государственного водного реестра России относится к Окскому бассейновому округу, водохозяйственный участок реки — Клязьма от города Орехово-Зуево до города Владимир, речной подбассейн реки — бассейны притоков Оки от Мокши до впадения в Волгу. Речной бассейн реки — Ока.
Код объекта в государственном водном реестре — 09010300712110000031658.

## История
Река описана в Военно-статистическом обозрении Департамента Генерального Штаба 1852 года:
Река Киржач имеет двоякое название: до соединения с двумя другими маленькими реками верстах в 8 выше заштатного города Киржача у деревни Ивашевой она носит название Малый Киржач, а оттуда уже получает название Большого Киржача. Берёт начало в Александровском уезде за деревней Чернецкой, близ горной возвышенности, из прилегающего к ней болотного пространства, известного под названием Берендеева болота; течёт с севера на юг по уездам Александровскому и Покровскому. Длина её течения 102 версты, ширина, в начале, Большого Киржача 11 сажень, в конце 25 сажень, глубина в начале 3/4 аршина, в середине 4 1/2, в конце 6 аршин. Берега в Александровском уезде более открытые, а в Покровском, покрытые разного рода лесом.
На реке расположены два медно-латунных завода, один при городе Киржач, другой при селе Бородине и писче-бумажная фабрика при селе Смолькеве.
Мосты: по дороге из Александрова в Юрьев, при деревне Легковой, на сваях, в 3 сажени длины; на просёлочном тракте, в Александровском уезде, при селе Романовском, на сваях, 30 сажень длины; по дороге из Сергиевского посада в Юрьев, в городе Киржач, мост на плотах, а весною переправа на паромах; по шоссе из Москвы во Владимир на 3-х каменных арках в 40 сажень длины.

Мельниц на этой реке всего 18; из них только одна о четырёх поставах остальные о двух и о трёх.
Некоторые водные пути из Владимирского ополья в торговый Великий Новгород шли через Плещеево озеро. Одним из таких путей был такой: из Плещеева Озера (Переяславль-Залесский, Клещин) по реке Трубеж до истоков, далее Берендеевым озером (ныне Берендеево болото) в реку Киржач (согласно другому источнику Малый Киржач), вниз по течению Киржача в Клязьму, далее в Оку и Волгу.

## Известные люди
В километре от Александровской государственной селекционной станции Фофанка (в настоящее время — посёлок Майский) на берегу Малого Киржача с 1936 года жил советский учёный-селекционер, академик ВАСХНИЛ П. И. Лисицын. Дом был построен по приказу Наркома земледелия И. А. Бенедиктова. Этот дом с хозяйственными постройками и прилегающими селекционными полями местные жители окрестили «Лисицынской дачей».